# Pacific Rim Rugby Championship 1998
Das Pacific Rim Rugby Championship 1998 war die dritte Ausgabe des Rugby-Union-Turniers Pacific Rim Rugby Championship. Teilnehmer waren die Nationalmannschaften von Hongkong, Japan, Kanada und den Vereinigten Staaten. Jedes Team trat in je einem Heim- und Auswärtsspiel gegen alle anderen Teams an (insgesamt sechs Spiele). Den Titel sicherte sich zum dritten Mal Kanada.

## Tabelle
|    | Land               | Spiele | Siege | Unent. | Ndlg. | Spiel- punkte | Diff. | Tabellen- punkte |
| -- | ------------------ | ------ | ----- | ------ | ----- | ------------- | ----- | ---------------- |
| 1. | Kanada             | 6      | 5     | 0      | 1     | 173:100       | + 73  | 16               |
| 2. | Hongkong           | 6      | 4     | 0      | 2     | 153:151       | + 2   | 14               |
| 3. | Japan              | 6      | 2     | 0      | 4     | 153:171       | − 18  | 10               |
| 4. | Vereinigte Staaten | 6      | 1     | 0      | 5     | 119:176       | − 57  | 8                |

Anmerkung: Für einen Sieg gab es drei Punkte, für ein Unentschieden zwei Punkte und für eine Niederlage einen Punkt.

## Ergebnisse
| 3. Mai 1998 14:05 JST | Japan                                                                 | 22 : 30       | Kanada                                                                | Prinz-Chichibu-Rugbystadion, Tokio Zuschauer: 9.000 Schiedsrichter: Jerry McLemore (USA) |
| 3. Mai 1998 14:05 JST | Versuche: Kunda Motoki Smith Erhöhungen: Miln (2) Straftritte: Masuho | (3:6) Bericht | Versuche: Nichols (2) Ross Erhöhungen: Ross (3) Straftritte: Ross (3) | Prinz-Chichibu-Rugbystadion, Tokio Zuschauer: 9.000 Schiedsrichter: Jerry McLemore (USA) |

| 9. Mai 1998 | Hongkong                                                          | 23 : 17        | Kanada                                              | Aberdeen Sports Ground, Hongkong Zuschauer: 1.000 Schiedsrichter: Nobufumi Tanaka (Japan) |
| 9. Mai 1998 | Versuche: Nabaro (2) Erhöhungen: Yates (2) Straftritte: Yates (3) | (16:5) Bericht | Versuche: Hutchinson Nichols Smith Erhöhungen: Ross | Aberdeen Sports Ground, Hongkong Zuschauer: 1.000 Schiedsrichter: Nobufumi Tanaka (Japan) |

| 10. Mai 1998 14:00 JST | Japan                                                                             | 27 : 38         | Vereinigte Staaten                                                                                   | Prinz-Chichibu-Rugbystadion, Tokio Zuschauer: 9.500 Schiedsrichter: Ross Mitchell (Hongkong) |
| 10. Mai 1998 14:00 JST | Versuche: Smith Tuidraki (2) Yatsuhashi Erhöhungen: Masuho Miln Straftritte: Miln | (17:16) Bericht | Versuche: Grobler Parker Wilkerson Strafversuch Erhöhungen: Alexander (3) Straftritte: Alexander (4) | Prinz-Chichibu-Rugbystadion, Tokio Zuschauer: 9.500 Schiedsrichter: Ross Mitchell (Hongkong) |

| 16. Mai 1998 | Hongkong                                                                                | 43 : 25        | Vereinigte Staaten                                                                  | Aberdeen Sports Ground, Hongkong Schiedsrichter: Sakaraia Vuki (Fidschi) |
| 16. Mai 1998 | Versuche: Dingley Gordon (2) Leeson Nabaro Erhöhungen: Yates (3) Straftritte: Yates (4) | (21:6) Bericht | Versuche: Anitoni Blom Saulala Erhöhungen: Alexander (2) Straftritte: Alexander (2) | Aberdeen Sports Ground, Hongkong Schiedsrichter: Sakaraia Vuki (Fidschi) |

| 23. Mai 1998 16:00 HKT | Hongkong                                                                        | 31 : 38        | Japan                                                                   | Aberdeen Sports Ground, Hongkong Zuschauer: 1.000 Schiedsrichter: Masunu Tuisila (Samoa) |
| 23. Mai 1998 16:00 HKT | Versuche: d’Acre Dingley Leeson Erhöhungen: Murray Yates Straftritte: Yates (4) | (6:26) Bericht | Versuche: Masuho Motoki Murata Thompson (3) Erhöhungen: Hirose Miln (3) | Aberdeen Sports Ground, Hongkong Zuschauer: 1.000 Schiedsrichter: Masunu Tuisila (Samoa) |

| 23. Mai 1998 | Kanada                                                            | 17 : 15       | Vereinigte Staaten                                            | Thunderbird Stadium, Vancouver Schiedsrichter: Paul Haley (Australien) |
| 23. Mai 1998 | Versuche: Baugh Hutchinson Erhöhungen: Rees (2) Straftritte: Rees | (7:3) Bericht | Versuche: Blom Takau Erhöhungen: Bachelet Straftritte: Morrow | Thunderbird Stadium, Vancouver Schiedsrichter: Paul Haley (Australien) |

| 6. Juni 1998 | Vereinigte Staaten     | 3 : 37         | Kanada                                                                        | Burlington Zuschauer: 4.300 Schiedsrichter: Pablo de Luca (Argentinien) |
| 6. Juni 1998 | Straftritte: Alexander | (3:19) Bericht | Versuche: Dunkley Pagano Witkowski Erhöhungen: Rees (2) Straftritte: Rees (6) | Burlington Zuschauer: 4.300 Schiedsrichter: Pablo de Luca (Argentinien) |

| 7. Juni 1998 | Japan                                                     | 16 : 17         | Hongkong                                                         | Prinz-Chichibu-Rugbystadion, Tokio Zuschauer: 9.000 Schiedsrichter: Ian Hyde-Lay (Kanada) |
| 7. Juni 1998 | Versuche: Thompson Erhöhungen: Miln Straftritte: Miln (3) | (13:10) Bericht | Versuche: Gordon O’Hara Erhöhungen: Yates (2) Straftritte: Yates | Prinz-Chichibu-Rugbystadion, Tokio Zuschauer: 9.000 Schiedsrichter: Ian Hyde-Lay (Kanada) |

| 13. Juni 1998 | Vereinigte Staaten                                                       | 21 : 25        | Japan                                                                            | Boxer Stadium, San Francisco Zuschauer: 1.800 Schiedsrichter: Daniel Steele (Kanada) |
| 13. Juni 1998 | Versuche: Billups Saulala Erhöhungen: Bachelet Straftritte: Bachelet (3) | (13:6) Bericht | Versuche: Hirose Thompson Tuidraki Erhöhungen: Hirose Miln Straftritte: Miln (2) | Boxer Stadium, San Francisco Zuschauer: 1.800 Schiedsrichter: Daniel Steele (Kanada) |

| 13. Juni 1998 | Kanada                                                                                              | 38 : 12        | Hongkong                                 | Shawnigan Lake Zuschauer: 2.500 |
| 13. Juni 1998 | Versuche: Pagano Robertson (2) Smith (2) Erhöhungen: Ross (2) Straftritte: Ross (2) Dropgoals: Ross | (23:7) Bericht | Versuche: Kidd Nabaro Erhöhungen: d’Acre | Shawnigan Lake Zuschauer: 2.500 |

| 20. Juni 1998 | Vereinigte Staaten                                 | 17 : 27         | Hongkong                                                        | Boxer Stadium, San Francisco Zuschauer: 1.300 |
| 20. Juni 1998 | Versuche: Dalzell Kennedy Lumkong Erhöhungen: Blom | (10:16) Bericht | Versuche: Going Gordon Erhöhungen: Yates Straftritte: Yates (5) | Boxer Stadium, San Francisco Zuschauer: 1.300 |

| 21. Juni 1998 15:05 PST | Kanada                                                                           | 34 : 25         | Japan                                                                       | Thunderbird Stadium, Vancouver Zuschauer: 3.000 Schiedsrichter: Giovanni Morandin (Italien) |
| 21. Juni 1998 15:05 PST | Versuche: Bryan (2) Cordle Dunkley Pagano Erhöhungen: Ross Straftritte: Ross (3) | (20:15) Bericht | Versuche: Gordon Masuho Motoki Ōhata Erhöhungen: Hirose Straftritte: Hirose | Thunderbird Stadium, Vancouver Zuschauer: 3.000 Schiedsrichter: Giovanni Morandin (Italien) |